# Neostapfia colusana
Neostapfia colusana är en gräsart som först beskrevs av Burtt Davy, och fick sitt nu gällande namn av Burtt Davy. Neostapfia colusana ingår i släktet Neostapfia och familjen gräs. Inga underarter finns listade i Catalogue of Life.